# 山科言成
山科言成（やましな ときなり、文化8年（1811年）6月28日 - 明治3年（1870年）は、幕末の公卿。

## 官歴
- 文政5年（1822年）：従五位下
- 文政7年（1824年）：従五位上
- 文政10年（1827年）：正五位下
- 天保元年（1830年）：左近権少将
- 天保2年（1831年）：従四位下、内蔵頭
- 天保5年（1834年）：従四位上
- 天保8年（1837年）：正四位下
- 天保10年（1839年）：権中将
- 天保12年（1841年）：従三位
- 弘化元年（1844年）：正三位
- 弘化2年（1845年）：左衛門督
- 文久3年（1863年）：参議
- 元治元年（1864年）：従二位、踏歌節会外弁
- 慶応3年（1867年）：権中納言、右衛門督、使別当
- 明治元年（1868年）：正二位、致仕

## 系譜
- 父：山科言知
- 弟：若王子遠文
- 子：山科言縄